# سیارک ۱۸۸۵۸
سیارک ۱۸۸۵۸ (به انگلیسی: 18858 Tecleveland، نامگذاری:1999RO117) هجده هزار و هشتصد و پنجاه و هشتمین سیارک کشف شده‌است که در ۹ سپتامبر ۱۹۹۹ کشف شد.
قدر مطلق سیارک برابر ۱۷.۸ است.